# The Handsome Family
The Handsome Family är en amerikansk musikduo som bildades 1993 i Chicago, Illinois. De spelar americana och alternativ country och texterna har inte sällan morbida teman. Duon består av makarna Brett Sparks och Rennie Sparks. De har sedan 1994 skivkontrakt på indiebolaget Carrot Top Records.
Deras låt "Far From Any Road" användes 2014 som intromusik till HBOs TV-serie True Detective.

## Diskografi, album
Studioalbum
- Odessa (1994)
- Milk and Scissors (1996)
- Invisible Hands (1997)
- Through the Trees (1998)
- In the Air (2000)
- Twilight (2001)
- Singing Bones (2003)
- Last Days of Wonder (2006)
- Honey Moon (2009)
- Wilderness (2013)
- Unseen (2016)

Livealbum
- Live at Schuba's Tavern (2002)

Samlingsalbum
- Smothered and Covered (2002)
- Scattered (2010)